# Metschnikowia
Metschnikowia is een monotypisch geslacht van sponsdieren uit de klasse van de Demospongiae (gewone sponzen). 

## Soorten
- Metschnikowia tuberculata Grimm, 1877